# Bat Khela
Bat Khela (paszto: بټ خيله, urdu: بٹ خیلہ) – miasto w Pakistanie, w prowincji Chajber Pasztunchwa. W 2017 roku liczyło 68 200 mieszkańców.